# Chevrolet Corvette C4
La Chevrolet Corvette C4 è una autovettura sportiva, quarta generazione dell'omonimo modello, prodotta dalla General Motors con il marchio Chevrolet a partire dal gennaio 1983 al 1996.

## Storia
La tanto attesa quarta generazione della Corvette entrò in produzione nel 1983 come model year 1984 e restò in produzione fino al 1996. Il modello per l'anno 1983 venne realizzato solo in 44 prototipi e non fu mai prodotto in serie. Uno di questi prototipi, il 23º, è esposto al National Corvette Museum di Bowling Green, Kentucky.
La C4 fu un modello molto apprezzato per il suo stile pulito e per il suo design aerodinamico. Questa nuova generazione venne completamente rivista, ponendo l'accento sulla maneggevolezza, e solo il motore rimase quello montato sulle serie precedenti.
Nel modello coupé venne incorporato un lunotto posteriore, che fungeva anche da portellone, che facilitava le operazioni di carico e scarico della vettura. Furono aggiunte anche nuove pinze freni in alluminio mentre divenne di serie un cruscotto con display digitale di alcuni strumenti.
Dal 1984 al 1988 la Corvette era dotata di un'inusuale trasmissione 4+3 cioè con quattro velocità normali più tre overdrive sui tre rapporti superiori. Questo tipo di trasmissione era necessaria per rispettare gli standard sul consumo di carburante. Si dimostrò però alquanto problematica e alla fine venne sostituita (1989) da una trasmissione manuale ZF a sei rapporti. Un'altra particolarità di questo dispositivo era data dal controllo elettronico, uno dei primi a venire installato, che attraverso un solenoide bloccava, in determinate condizioni di guida, la seconda marcia. Anche questo dispositivo si era reso necessario per rispettare la normativa EPA sul consumo.
All'inizio del 1985 il motore L98 con iniezione sostituì su molte Corvette l'unità precedente.
Nel 1992 venne introdotto il motore LT1 che forniva 300 hp (224 kW) migliorando sensibilmente le prestazioni delle versioni di base della Corvette. Nello stesso anno venne introdotto il controllo della trazione Acceleration Slip Regulation. Il sistema funzionava attraverso il controllo dei freni, dell'accensione del motore e il blocco dell'acceleratore e aveva lo scopo di prevenire perdite di aderenza delle ruote posteriori e quindi una possibile perdita di controllo del mezzo. Se il guidatore lo desiderava il sistema poteva venire disattivato.
Nel 1996 fu inserito nella gamma dei motori disponibili e per le sole versioni dotate di cambio manuale, anche il propulsore LT4 Small-block che forniva 320 hp (238 kW). Sulle versioni dotate di trasmissione automatica veniva invece montato il motore LT1.

## Versioni speciali

### ZR1

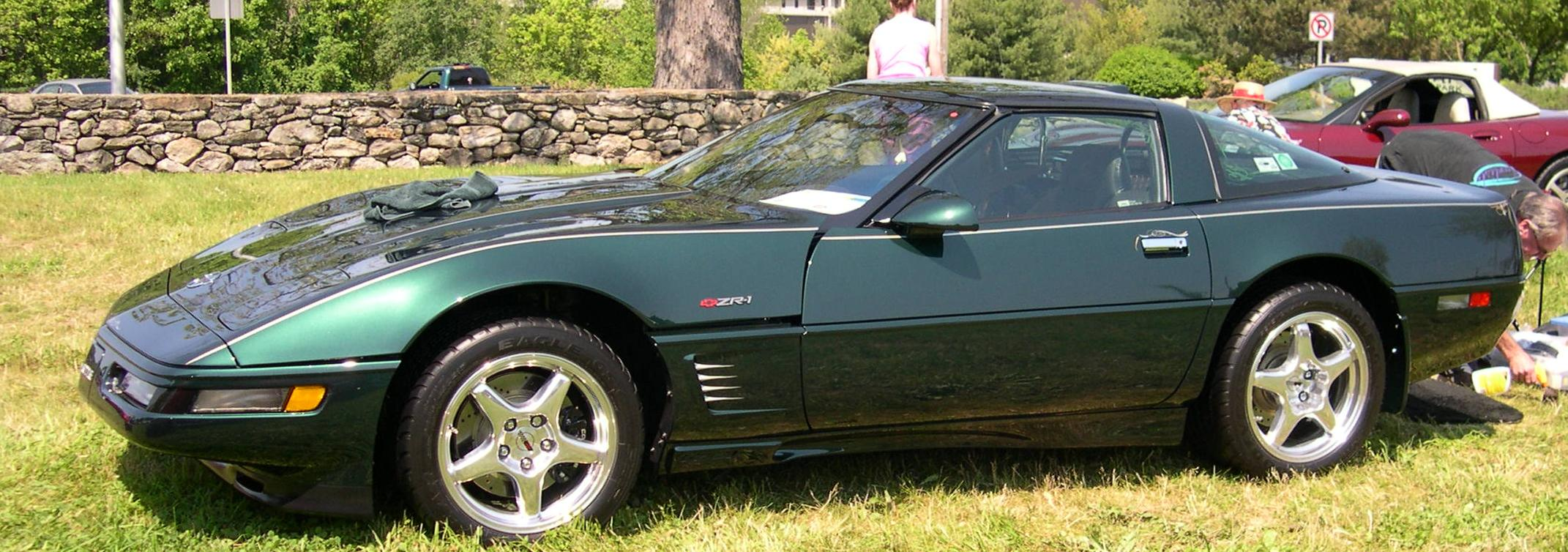
Una Chevrolet Corvette C4 ZR1

Il lavoro sulla ZR1 iniziò nel 1986 quando il team delle Corvette contattò la Lotus, allora parte del gruppo General Motors, con l'idea di sviluppare partendo dalla C4 un veicolo ad alte prestazioni. La Lotus progettò un nuovo motore con il quale sostituire il motore L98 utilizzato sulla Corvette standard. Ne risultò il motore LT5. Questo era sempre un propulsore V8 che manteneva l'alesaggio dell'L98 ma con il blocco cilindri in alluminio, doppio albero a camme in testa e quattro valvole per cilindro. Venne realizzato anche un sistema di aspirazione unico che permetteva, ai medi regimi, di chiudere la metà degli iniettori e dei collettori mentre garantiva 375 hp (280 kW) agli alti regimi. Sulla ZR1 fu anche inserito il sistema di sospensioni attive FX3, anch'esso sviluppato con la collaborazione della casa inglese.
Il motore per la sua realizzazione richiedeva molto lavoro manuale e, non avendo la General Motor nei suoi stabilimenti la possibilità di effettuare direttamente questo tipo di montaggio, si rivolse alla Mercury Marine per la costruzione di queste unità. Per cui i motori venivano realizzati negli stabilimenti della Mercury in Oklahoma e poi spediti a Bowling Green dove venivano montati sulle vetture.
Le vendite del veicolo cominciarono nel 1990 e la ZR1 si distingueva per la sezione posteriore più larga, gli pneumatici posteriori da 11 pollici, una fascia posteriore dotata di quattro luci dalla forma quadrata e infine per il CHMSL (Center High Mounted Stop Lamp) cioè per una luce posteriore montata nella parte alta e centrale del portellone.
La ZR1 dimostrò considerevoli capacità di accelerazione e maneggevolezza. Anche il prezzo era in linea con queste prestazioni ed era di 58.995 dollari, quasi il doppio di quello di una Corvette di base. Nel 1995 tale cifra raggiunse i 66.278 dollari ponendo così la Corvette nella stessa fascia di prezzo di vetture quali la Porsche 911 della serie 964.
Nel 1991 tutte le Corvette ricevettero degli aggiornamenti nella carrozzeria, negli interni e nuove ruote. La fascia posteriore della ZR1 venne inserita anche nelle altre versioni della vettura rendendo così difficile distinguere tra le versioni normali e la ZR1.
Nel 1992 furono inseriti altri miglioramenti quali degli stemmi con la scritta ZR1 sui parafanghi anteriori e divenne di serie il controllo della trazione.
L'anno successivo la Lotus riprogettò le testate e il sistema di distribuzione del motore LT5. La potenza arrivò a 405 hp (302 kW) e fu introdotto anche un sistema che permetteva il ricircolo dei gas di scarico migliorando in questo modo le emissioni.
La produzione della ZR1 si concluse nel 1995 dopo che ne erano stati realizzati 6.939 esemplari.

### Grand Sport

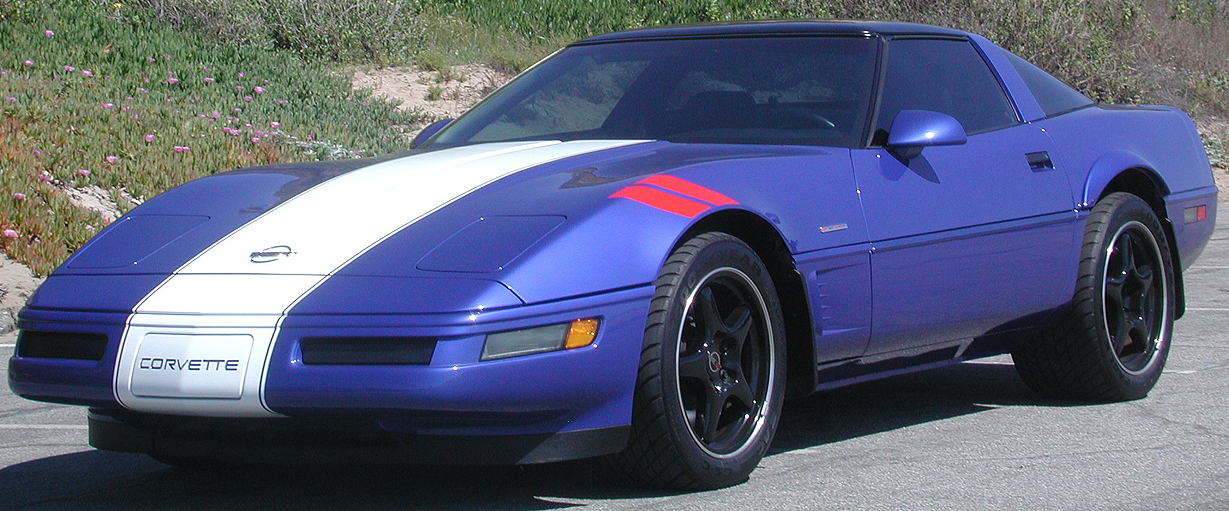
Una Chevrolet Corvette C4 Grand Sport

Nel 1996 la Chevrolet, per commemorare la fine della produzione della C4, realizzò la versione Grand Sport. Questa era una riproposizione dell'analoga versione realizzata nel 1963. Furono solo 1.000 (810 coupé e 190 cabriolet) gli esemplari realizzati e avevano numeri di telaio speciali. La Grand Sport era equipaggiata con un motore LT4 che forniva 330 hp (246 kW) ed era disponibile solo in Admiral Blue con una striscia centrale bianca. I bulloni delle ruote erano verniciati in nero e sul cofano dal lato del guidatore erano posti due simboli in rosso.
Lo stemma Grand Sport, posto sul coperchio del sistema di iniezione, venne utilizzato anche su tutte le vetture dotate di motore LT4.

### Pace Car Convertible

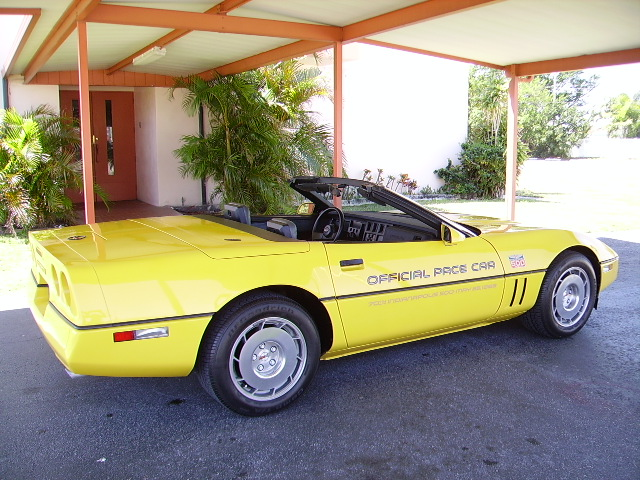
La Pace Car utilizzata alle 500 Miglia di Indianapolis nel 1986

Nella 500 miglia di Indianapolis del 1986 venne utilizzata come Pace Car una corvette cabriolet gialla. In questo modo si rimarcò il ritorno nella gamma Corvette di questa tipologia di carrozzaria che era stata abbandonata dal 1975. In seguito venne posta in vendita una versione speciale Pace Car Replica della quale furono venduti 7.315 esemplari.

### Indy Concept

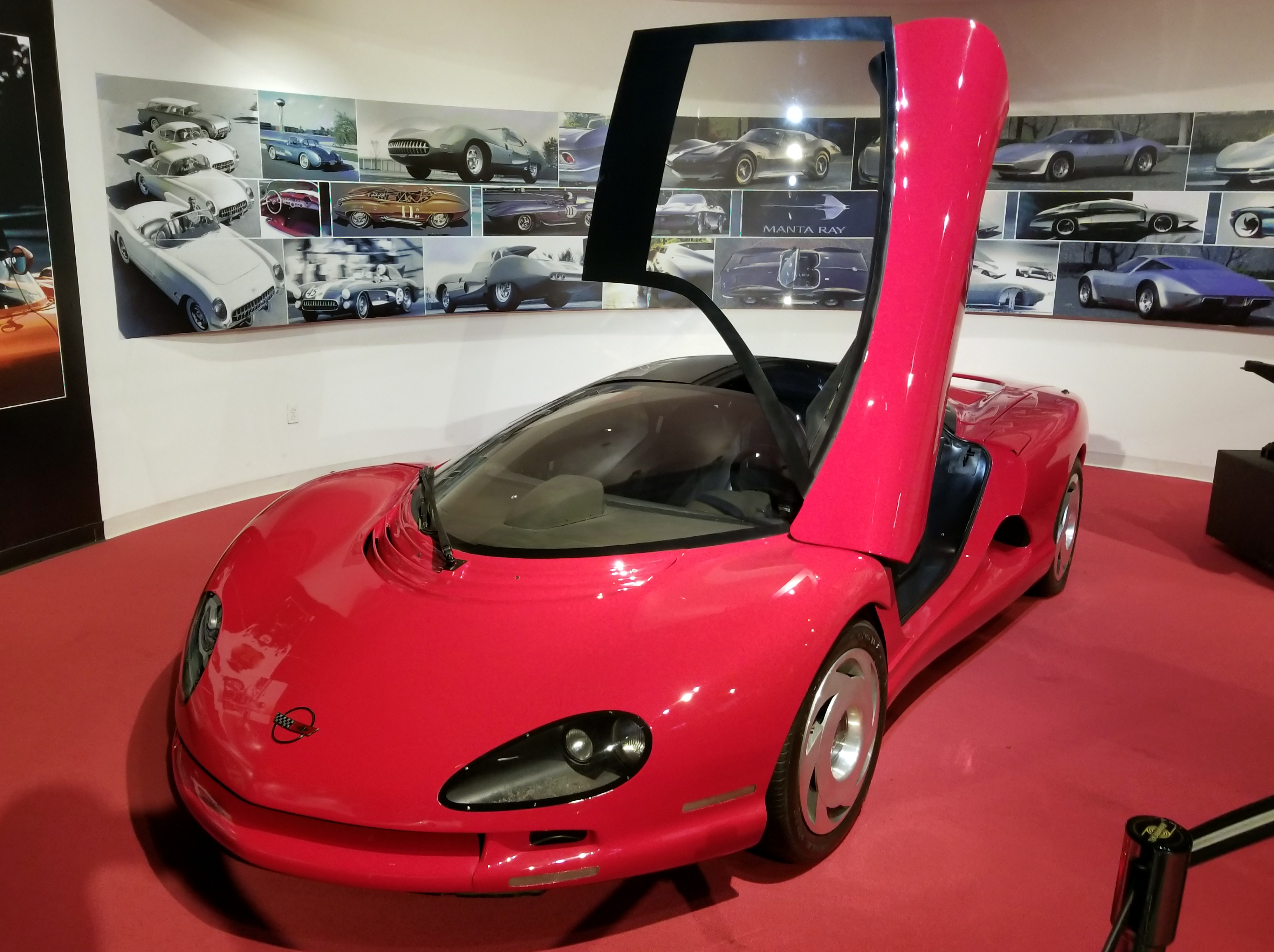
La Chevrolet Corvette Indy

Nel 1986 la Chevrolet collaborò con la Lotus per la costruzione di una concept car equipaggiata con il nuovo propulsore Ilmor/Chevrolet che sarebbe stato successivamente impiegato nelle vetture della Champ Car. Tale motore erogava la potenza di 650 cv ed era gestito da un cambio automatico a tre rapporti. Anche grazie a una carrozzeria aerodinamica che produceva 0,277 di CX, la Indy Concept aveva una velocità massima di 362 km/h. Le sospensioni della vettura erano composte , in tutte le sezioni, da doppi bracci trasversali a tutto tondo con ammortizzatori idraulici regolabili, mentre l'impianto frenante era rappresentato da quattro freni a disco ventilati.

### 35th Anniversary
Nel 1988 venne posta in vendita la versione 35th Anniversary della Corvette. La vettura era disponibile con la sola colorazione bicolore bianco/nero. Gli esemplari realizzati furono 2.050.

### 40th Anniversary

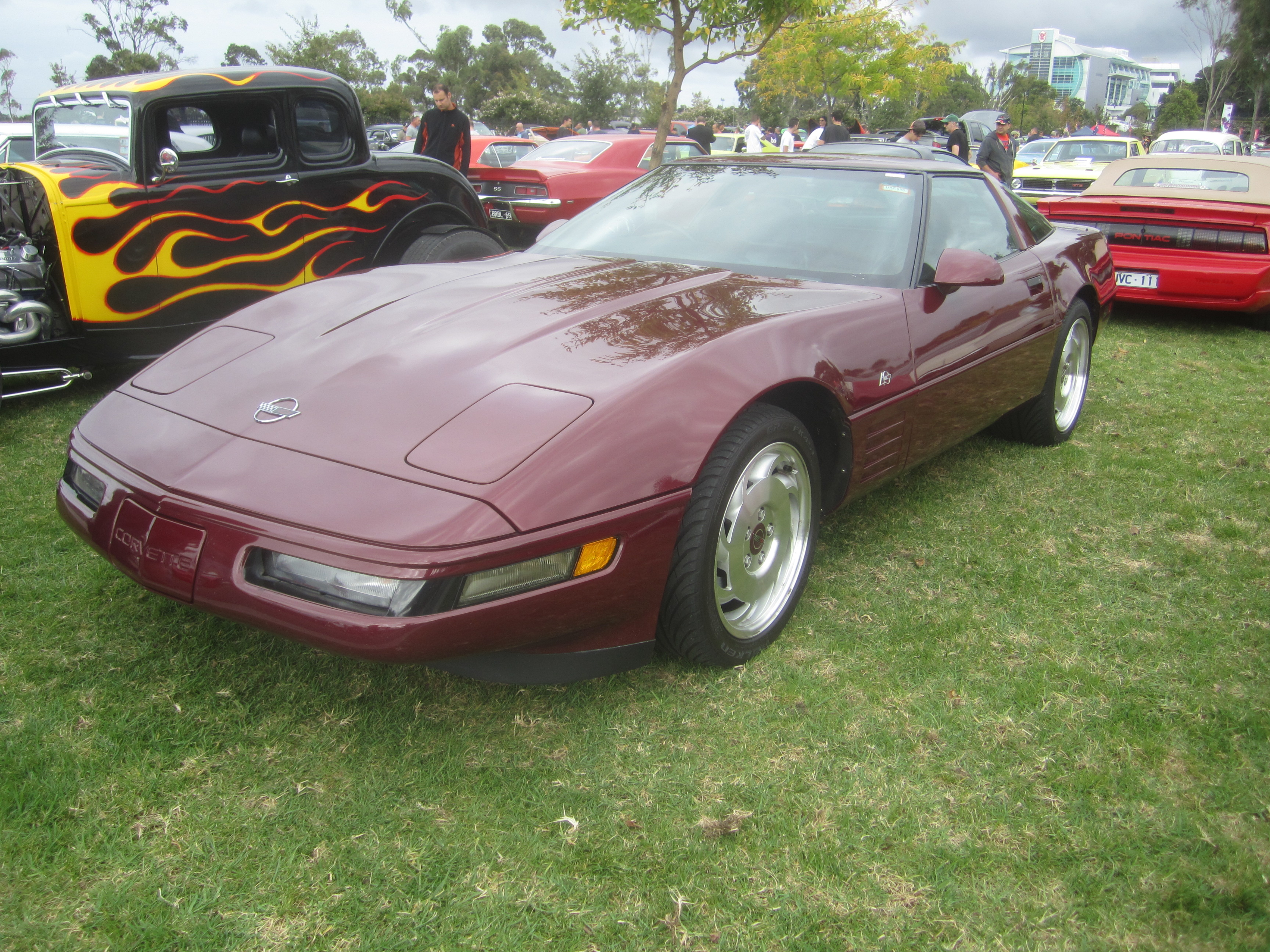
La Chevrolet Corvette C4 40th Anniversary

Nel 1993 venne introdotto nella gamma degli optional della Corvette uno speciale pacchetto 40th Anniversary. Ne furono venduti 6.749.

### Collectors Edition
La Collectors Edition fu l'ultima versione della C4 e venne presentata nel 1996. Era disponibile in Sebring Silver, aveva rifiniture speciali ed il suo prezzo era di 1.250 dollari più alto. Nel furono realizzate 5.412 delle quali 4.031 coupé e 1.381 cabriolet.

## Veicoli derivati

### B2K Callaway Turbo
Nel 1987 era possibile montare, direttamente dalla fabbrica, il pacchetto B2K. Il prezzo però di questo optional era in pratica pari al costo della vettura stessa. La Callaway Corvette era una Regular Production Option (RPO) e fu la prima volta nella storia che vennero inseriti direttamente nella gamma Chevrolet dei componenti realizzati da un preparatore esterno, la Callaway Cars.
Con questa opzione la potenza saliva a 345 hp (257 kW) nelle prime serie per raggiungere i 450 hp (335 kW) nelle ultime versioni.
Nel 1990 la B2K cominciò a essere sostituita dalla ZR1 e nel biennio 1990-1991 le due opzioni coesistettero.
Venne realizzata anche una versione da record, derivata dalla Corvette dotata di doppio turbo, la Callaway Sledgehammer, che raggiunse, grazie alla potenza di 880 hp (656 kW) del suo motore, la velocità record di 410 km/h (254,76 miglia orarie) presso la pista del Ohio Trasportation Rersearch Center stabilendo così il record di velocità, sebbene ottenuto in condizioni non propriamente di serie, per una vettura stradale.

### Bertone Ramarro

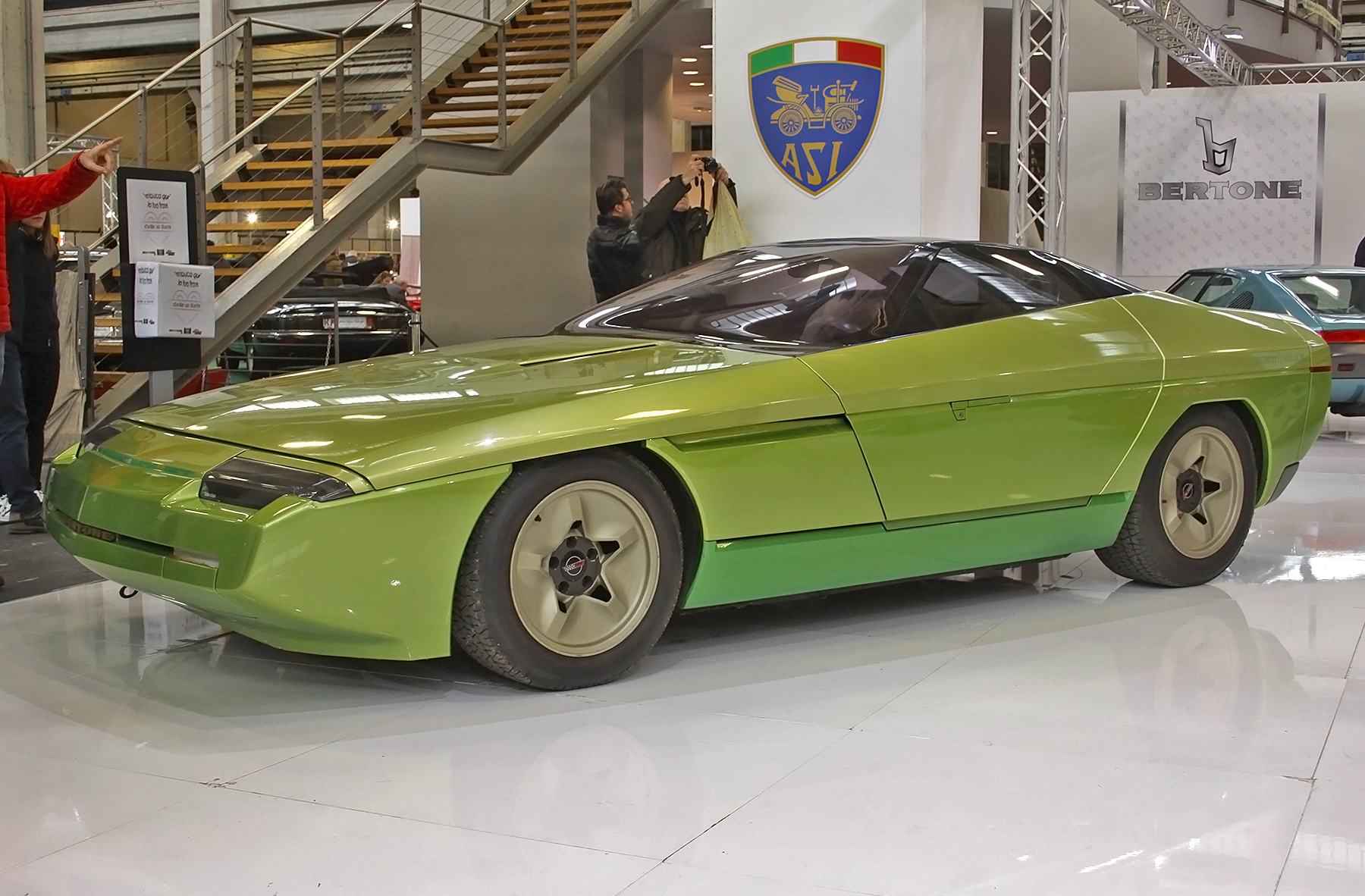
La Chevrolet Corvette C4 Bertone Ramarro

Nel 1984 la Bertone presenta al Salone di Los Angeles una concept car derivata dalla Corvette C4 denominara Ramarro. Venne progettata per modificare la disposizione dei componenti meccanici sfruttando al meglio il design.
Il radiatore e la climatizzazione sono stati spostati nella parte posteriore del veicolo e le portiere sono scorrevoli, inoltre gli interni sono rivestiti in pelle con uno stile che ricorda la pelle delle lucertole. Altre particolarità della vettura sono il tettuccio, che è un tutt'uno con le vetrate, e la leva del cambio che è sostituita da un pulsante nel cruscotto.

### Bertone Nivola

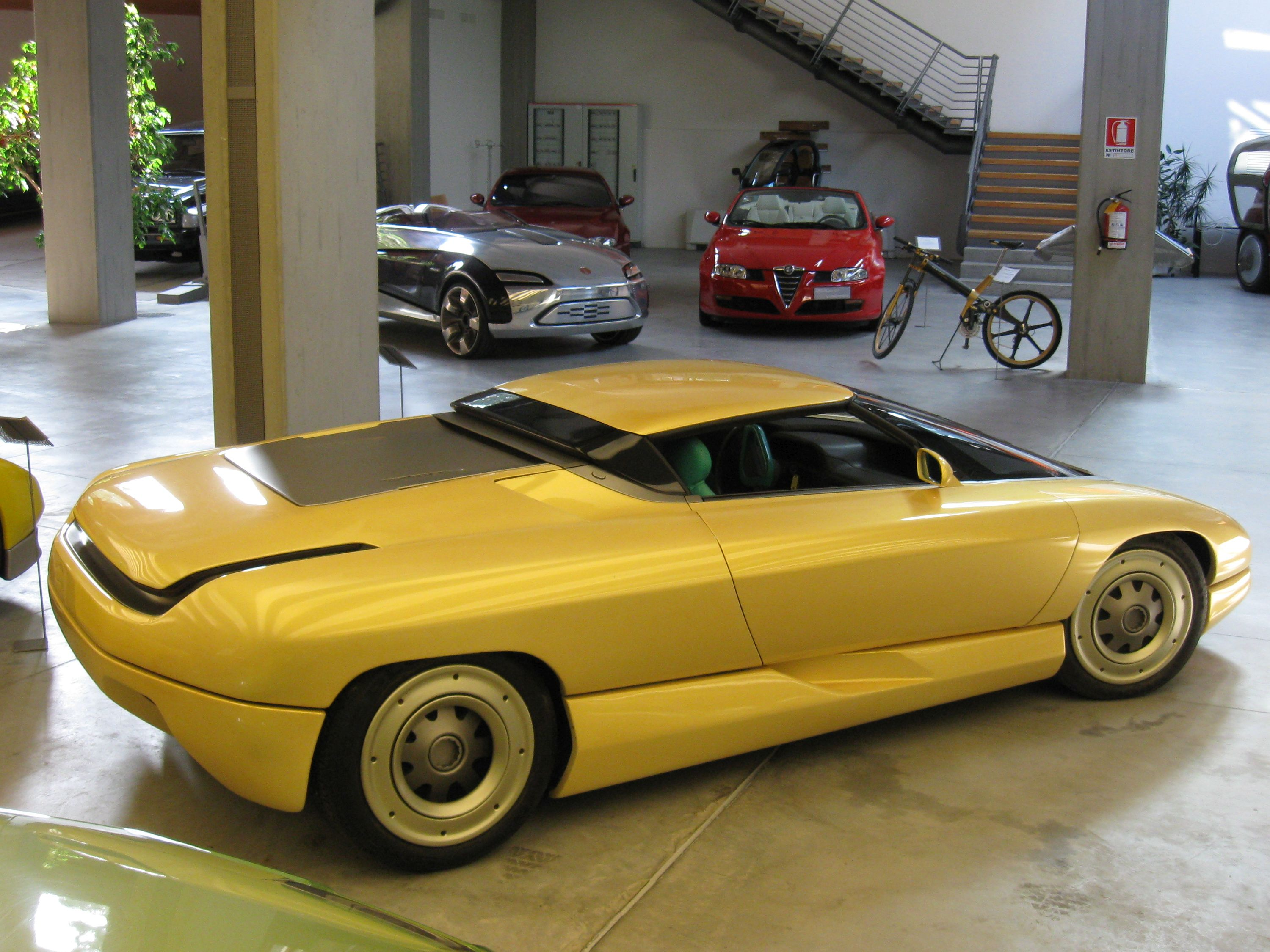
La Chevrolet Corvette C4 Bertone Nivola

Nel 1990 la Bertone costruisce una seconda concept car sempre derivata dalla Corvette C4, la Nivola. Venne chiamata così in onore a Tazio Nuvolari (spesso soprannominato "NIvola") e probabilmente la colorazione giallina della carrozzeria è stata scelta per la passione di Nuvolari per il colore giallo.
Si presenta come una coupé con la parte anteriore compatta, il parabrezza avvolgente e il posteriore quasi orizzontale che però può diventare una spider rimuovendo il tettuccio rigido. Quest'ultimo è stato riabbassato di 9 centimetri grazie al fatto che i sedili sono montati direttamente sul telaio.
È dotata dello stesso motore della Corvette ZR1, ma potenziato con un doppio turbocompressore, aumentando la potenza da 375 a 650 CV, e montato in posizione centrale. A seguito di queste modifiche il 60% della massa venne spostata sul retrotreno, per migliorare aderenza e maneggevolezza.
Una caratteristica insolita per l'epoca sono le ruote posteriori sterzanti.

## Attività sportiva

### Trans-Am GTO
Sul finire degli anni '80 la Chevrolet realizzò diversi esemplari della Corvette C4 appositamente modificati per competere nel campionato Trans-Am nella classe GTO. Tale versione era dotata di un telaio tubolare di un propulsore V6 Turbo gestito da un cambio manuale Wieesmann a cinque velocità. I freni a disco erano forniti dalla Brembo. Sotto lo sponsor Polyvoltac le vetture parteciparono alle stagioni 1987 e 1988 prima di essere vendute ad altre squadre che le impiegarono fino al 1993.